# Stenoterommata quena
Stenoterommata quena là một loài nhện trong họ Nemesiidae.
Stenoterommata quena được miêu tả năm 1995 bởi Goloboff.